# Lista de prefeitos de Jarinu
Esta é a lista de prefeitos e vice-prefeitos do município de Jarinu, estado brasileiro de São Paulo.

## Prefeitos
| Nº | Nome                                             | Partido | Vice-prefeito                            | Início do mandato       | Fim do mandato         | Observações                                                                                   |
| 1  | Guilherme Zanoni                                 | PSP     | João Pinheiro da Silva                   | 1º de janeiro de 1949   | 2 de abril de 1953     | Prefeito eleito em sufrágio universal                                                         |
| 2  | José Bernucci Neto                               | PSP     | Bráulio Moinhos de Vilhena               | 3 de abril de 1953      | 30 de janeiro de 1957  | Prefeito eleito em sufrágio universal                                                         |
| 3  | Guilherme Zanoni                                 | PSD     | Virgílio Martins de Melo                 | 31 de janeiro de 1957   | 30 de janeiro de 1961  | Prefeito eleito em sufrágio universal                                                         |
| 4  | Edigard Máximo Zambotto                          | PSD     | Alcides Bueno                            | 31 de janeiro de 1961   | 31 de janeiro de 1965  | Prefeito e vice eleitos em sufrágio universal                                                 |
| 5  | Jacintho Lúcio do Prado (22.07.1917–05.07.1986)  | ARENA   | Anselmo Contesini                        | 1º de fevereiro de 1965 | 31 de janeiro de 1969  | Prefeito e vice eleitos em sufrágio universal                                                 |
| 6  | Flávio Bernucci                                  | ARENA   | Carlos Honório Otoni                     | 1º de fevereiro de 1969 | 30 de janeiro de 1973  | Prefeito eleito em sufrágio universal                                                         |
| 7  | Júlio Zanoni                                     | ARENA   | Rodolfo Jacob                            | 31 de janeiro de 1973   | 31 de janeiro de 1977  | Prefeito eleito em sufrágio universal                                                         |
| 8  | Edigard Máximo Zambotto                          | ARENA   | Júlio Squizatto                          | 1º de fevereiro de 1977 | 15 de dezembro de 1979 | Prefeito e vice eleitos em sufrágio universal cujo titular fora assassinado durante o mandato |
| —  | Júlio Squizatto                                  | ARENA   | —                                        | 15 de dezembro de 1979  | 31 de janeiro de 1983  | Vice-prefeito eleito no cargo de Prefeito                                                     |
| 9  | Júlio Zanoni                                     | PDS     | Aurélio dos Santos Pires                 | 1º de fevereiro de 1983 | 31 de dezembro de 1988 | Prefeito eleito em sufrágio universal                                                         |
| 10 | Orlando Tafarello                                | PMDB    | Angelo Bulgarelli                        | 1º de janeiro de 1989   | 31 de dezembro de 1992 | Prefeito eleito em sufrágio universal                                                         |
| 11 | Vanderlei Gerez Rodrigues                        | PMDB    | Aníbal Pinto de Matos                    | 1º de janeiro de 1993   | 31 de dezembro de 1996 | Prefeito eleito em sufrágio universal                                                         |
| 12 | Antonio Clarete Lorencini, Toninho Lorencini     | PFL     | Ricardo Carmelo Contesini (PTB)          | 1º de janeiro de 1997   | 31 de dezembro de 2000 | Prefeito e vice eleitos em sufrágio universal                                                 |
| 12 | Antonio Clarete Lorencini, Toninho Lorencini     | PFL     | Ricardo Carmelo Contesini (PTB)          | 1º de janeiro de 2001   | 31 de dezembro de 2004 | Prefeito e vice reeleitos em sufrágio universal                                               |
| 13 | Vanderlei Gerez Rodrigues                        | PSDB    | Walter Pedro Censi, Valtão (PMDB)        | 1º de janeiro de 2005   | 31 de dezembro de 2008 | Prefeito e vice eleitos em sufrágio universal                                                 |
| 14 | Maria de Fátima Moura Lorencini                  | PTB     | Roberval Parise, Rubinho Parise (PR)     | 1º de janeiro de 2009   | 31 de dezembro de 2012 | Prefeita e vice eleitos em sufrágio universal                                                 |
| 15 | Vicente Cândido Teixeira Filho, Vicente Zacan    | PSB     | José Claudimir Ferrara, Cal Ferrara (PV) | 1º de janeiro de 2013   | 31 de dezembro de 2016 | Prefeito e vice eleitos em sufrágio universal                                                 |
| 16 | Eliane Lorencini Camargo                         | DEM     | Cláudio Roberto Catroque (DEM)           | 1º de janeiro de 2017   | 31 de dezembro de 2020 | Prefeita e vice eleitos em sufrágio universal                                                 |
| 17 | Débora Cristina do Prado Belinello, Débora Prado | PSD     | João Davi (PSD)                          | 1º de janeiro de 2021   | 31 de dezembro de 2024 | Prefeita e vice eleitos em sufrágio universal                                                 |
| 17 | Débora Cristina do Prado Belinello, Débora Prado | PSD     | João Davi (PSD)                          | 1° de janeiro de 2025   | Atualidade             | Prefeita e vice reeleitos em sufrágio universal                                               |